# Avgolémono

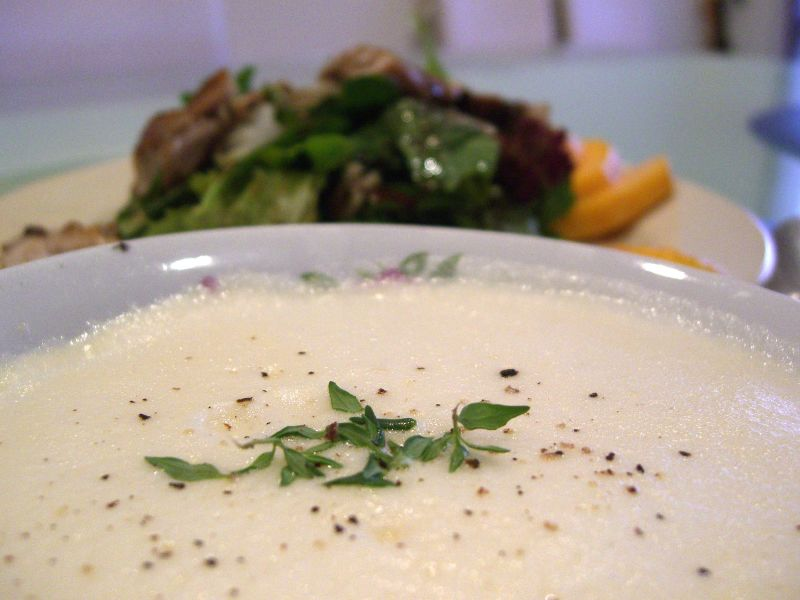
Une assiettée d’avgolémono.

L’avgolémono (en grec : αυγολέμονο), est une soupe grecque d'origine juive à base de mélange œuf-citron chauffé dans du bouillon jusqu’à épaississement.

## Historique
Le mélange œuf-citron sauce est peut-être un plat d’origine juive séfarade. Les Juifs espagnols faisaient de l’agristada avec du verjus, du jus de grenade ou d’orange amère, mais pas de vinaigre, avant leur expulsion de la péninsule ibérique en 1492 et 1497. Le citron est devenu, par la suite, l’agent d’acidification.
On appelle l’avgolémono tarbiya, ou beida bi-lemoune (œuf au citron) en arabe et terbiye en turc. Dans la cuisine juive séfarade, on l’appelle agristada ou salsa blanco et, dans la cuisine italienne, bagna brusca, brodettato ou brodo brusco. L’avgolémono est également largement utilisée dans la cuisine des Balkans.
L'avgolémono est l'un des plats typiques de la rupture du jeûne de Yom Kippour des Juifs de Grèce.
La magirítsa est une soupe grecque à base d’avgolémono avec des abats d’agneau, servie pour rompre le jeûne du Grand Carême. 

## Soupe

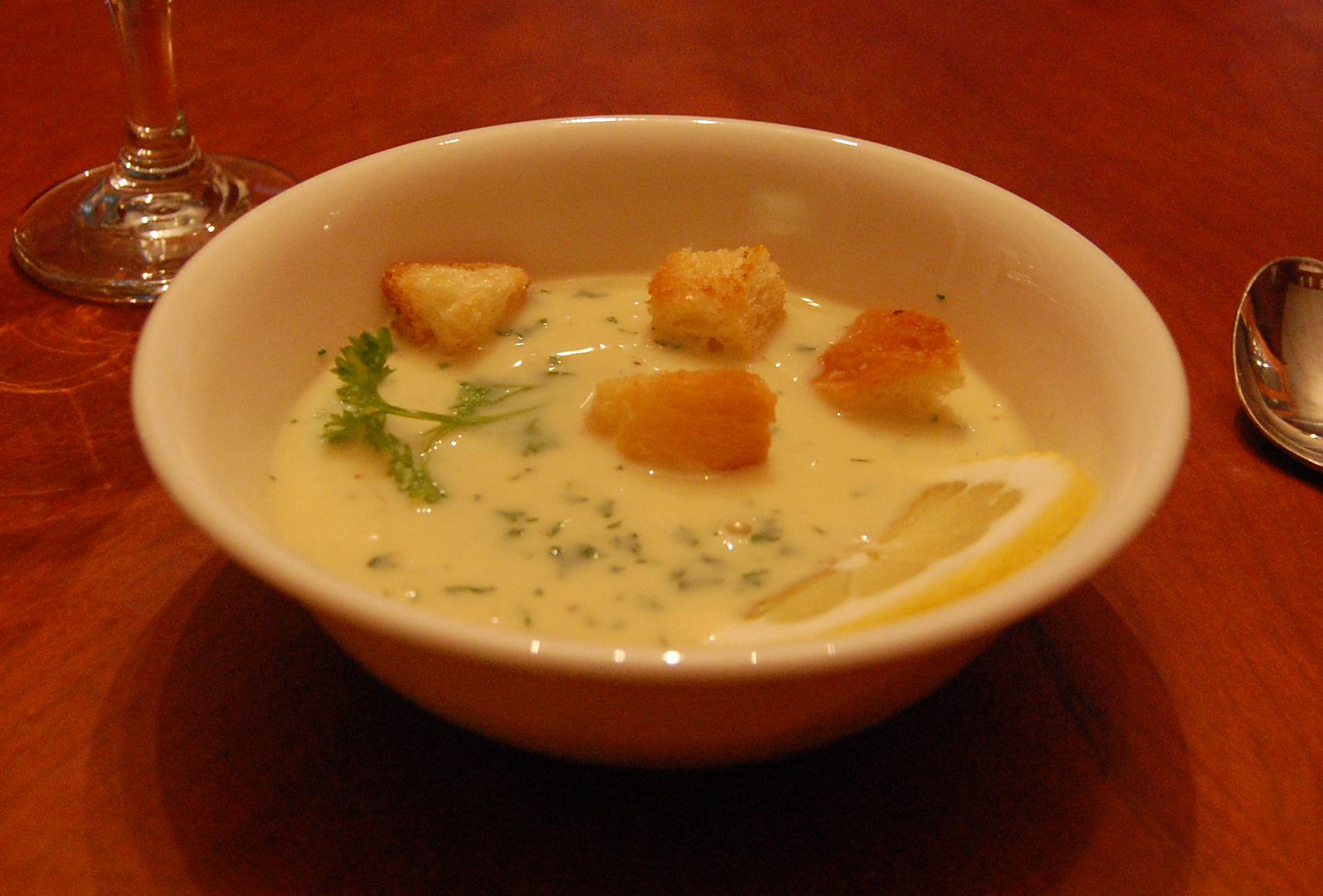
En soupe.

La préparation de la soupe commence généralement avec du bouillon de poulet, quoiqu'on puisse également utiliser du bouillon de viande (généralement d’agneau), du poisson ou des légumes. Typiquement, on fait cuire du riz, de l’orzo, des pastinas ou du tapioca dans le bouillon, avant d’ajouter le mélange œuf-citron. Sa consistance va de celle du ragout à celle du bouillon. Il est souvent servi avec des morceaux de la viande et des légumes réservés qui ont servi à faire le bouillon.
La soupe est habituellement faite avec des œufs entiers, parfois avec des jaunes seulement. Les blancs peuvent être battus en une mousse séparément avant d'être mélangés avec les jaunes et le jus de citron, ou des œufs entiers peuvent être battus avec le jus de citron. L’amidon des pâtes ou du riz contribue à stabiliser l’émulsion.

## Sauce

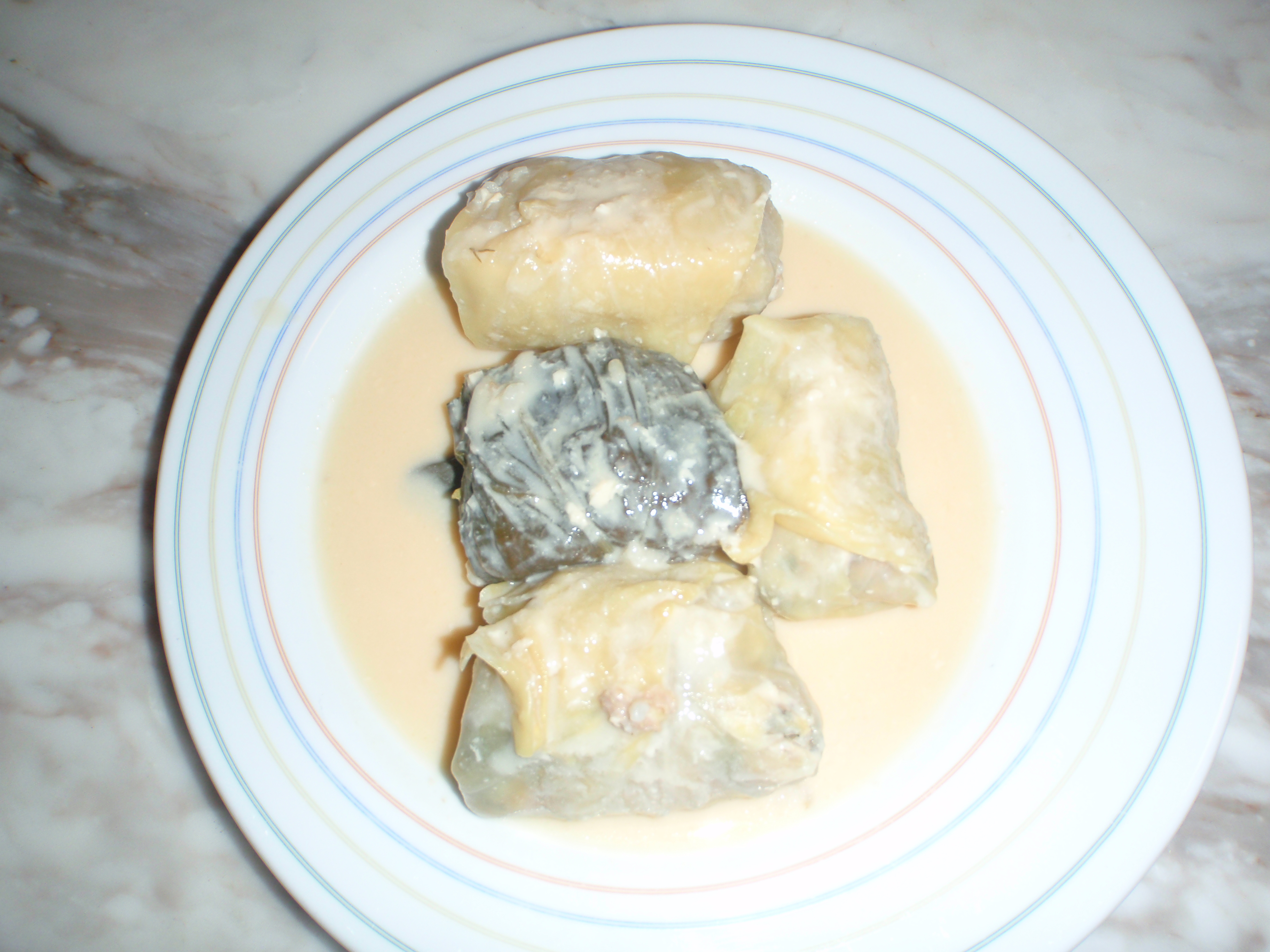
Sur de feuilles de chou ou de blettes.

On utilise aussi l’avgolémono en sauce, pour les dolmas chauds, les légumes comme les artichauts et pour les ragouts où le mélange œuf-citron sert à épaissir le jus de cuisson, tels que le porc au céleri grec et le yuvarlak turc. On l’utilise comme sauce pour le poulet ou le poisson dans certaines cuisines du Moyen-Orient et les Juifs italiens l’utilisent comme sauce pour les pâtes ou la viande.